# Het beest is los
Het beest is los is een graphic novel die werd geschreven en getekend door Marc Verhaegen.
Op 15 april 2022 publiceerde uitgeverij Stripken de eerste druk in hardcover in een oplage van 1000 exemplaren. Stripken is een eigen uitgeverij van Verhaegen.
Verhaegen tekende zijn eerste graphic novel in potlood in een realistische tekenstijl. Het album werd ongekleurd gedrukt.

## Thema's
Het album vertelt in dertien hoofdstukken en een epiloog over het eerste deel van de carrière van Flor Goedleven, die tekenaar wordt bij Studio Kalksteen van Jef Kalk. Flor heeft tevens te maken met een manisch-depressieve vader en een depressieve vriendin.
Het verhaal is biografisch vermengd met fantasie-elementen. Verhaegen begon in 1989 bij Studio Vandersteen. Hij was in 2002 hoofdtekenaar van de Suske en Wiske-reeks, doch werd in 2005 ontslagen.

## Verhaal
Tekenaar Flor Goedleven bezoekt Robbeneiland en de gevangenis van Nelson Mandela en hij gaat zijn verhaal met de lezer delen.
In 1988 rijdt Flor samen met Willem Dick, uitgever bij De Norm, naar Studio Kalk waar hij zijn carrière als striptekenaar zal beginnen als assistent van Hup Hop, hoofdtekenaar van de stripreeks Inke en Pinke. Flor vertelt over zijn carrière als animatiefilmtekenaar en over het bedenken van zijn eigen figuren. Deze figuren becommentariëren af en toe zijn acties. Flor verhaalt ook over zijn liefdesleven. Hij begint een relatie met Lisa, terwijl hij een tekenopdracht voor een eigen strip krijgt waarbij hij wordt uitgebuit. De stress hiervan leidt tot een nachtmerrie. Naast zijn worsteling met zijn tekenwerk, blijkt Lisa depressief te zijn en wordt opgenomen in een instelling. Flor vertelt vervolgens over zijn kennismaking met Bas Mul wiens studio strips uitgeeft bij uitgeverij De Norm en hem de gelegenheid geeft te werken aan de reeks Oscar de Os. Vervolgens verhaalt Flor over het gezin waarin hij opgroeide, over zijn manisch-depressieve vader. De stress in Flors leven leidt ertoe dat hij een andere kant van zich laat zien, waarbij het beest in hem bovenkomt. Flors zelfbedachte figuren nemen dan de taak op zich om Flor weer tot zichzelf te brengen. Dit doen ze door hem naar zijn onderbewuste te brengen waar Flors veilige fantasiewereld heerst. Met liefde wordt het beest getemd.
Via Bas Mul komt Flor in contact met Ward De Borre en Jos Pantalon die met hem tal van anekdotes deelden over Studio Kalk.
In het dertiende hoofdstuk wordt het verhaal van Jef Kalk vertelt, hoe hij tot de stripreeks Inke en Pinke kwam en de oprichting van zijn studio. Zijn vrouw helpt hem zijn duistere kant uit de verhalen te houden en begeleidt hem op zijn weg naar succesvolle kinderverhalen.
In de epiloog wordt Flor op 31 december 1987 door zijn eigen stripfiguren beschoten: ze schieten zijn onder controle gekregen beest in zijn neus. Lisa komt terug naar Flor vanuit de instelling. Hup Hop belt hem met de vraag of hij voor Studio Kalk wil komen werken, want Jef Kalk en hij zijn heel tevreden over Flors tekenkwaliteiten.

## Waardering
In januari 2023 werd het album genomineerd als Album van het jaar door Het Stripschap.
De meeste reviews vinden dat het fictieverhaal erg dicht bij de realiteit komt. Zo is de vergelijking met Verhaegens ervaringen met Studio Vandersteen snel gemaakt. De opgevoerde karakters zijn vaak terug te voeren op bestaande personen.
De vraag of deze graphic novel een afrekening is, komt aan bod. Verhaegen stelt dat het verhaal fictie is, gebaseerd op eigen ervaringen, maar dat het wel een mix van fantasie en werkelijkheid is.
Meerdere reviews vinden het een boeiend verhaal met veel thema's, waaronder liefde en een emotionele autobiografie, al wordt het door de vele thema's als onvolledig ervaren. Het niveau waarop Verhaegens zijn emoties deelt in de graphic novel wordt gewaardeerd.
Verhaegens tekenstijl in potlood wordt geprezen, net als zijn vertelkunst en humor. Een van de reviews maakt een vergelijking met Craig Thompsons graphic novel Een deken van sneeuw.